# توریتوشی هیراتا
توریتوشی هیراتا (انگلیسی: Noritoshi Hirata؛ زادهٔ ۱ مارس ۱۹۵۸) ژیمناست هنری اهل ژاپن بود.